# Dassault Falcon 30
Dassault Flacon 30-40 je bio francuski mlažnjak koji nikad nije ušao u serijsku proizvodnju. Planirana je izrada dvije inačice: Falcon 30 koji bi imao kapacitet 30 putnika i Falcon 40 kapaciteta 40 putnika. Iako je zrakoplov službeno prezentiran na pariškom zračnom sajmu te je zaprimljeno nekoliko narudžbi, projekt je zaustavljen zbog tadašnje naftne krize te loše financijske situacije u tvrtkama koje su sudjelovale u projektu.